# Bernières
Bernières és un municipi francès situat al departament del Sena Marítim i a la regió de Normandia. L'any 2007 tenia 630 habitants.

## Demografia

### Població
El 2007 la població de fet de Bernières era de 630 persones. Hi havia 220 famílies de les quals 28 eren unipersonals (8 homes vivint sols i 20 dones vivint soles), 80 parelles sense fills, 108 parelles amb fills i 4 famílies monoparentals amb fills.
La població ha evolucionat segons el següent gràfic:
Habitants censats

### Habitatges
El 2007 hi havia 239 habitatges, 222 eren l'habitatge principal de la família, 5 eren segones residències i 12 estaven desocupats. 236 eren cases i 2 eren apartaments. Dels 222 habitatges principals, 190 estaven ocupats pels seus propietaris, 31 estaven llogats i ocupats pels llogaters i 1 estava cedit a títol gratuït; 6 tenien dues cambres, 18 en tenien tres, 74 en tenien quatre i 124 en tenien cinc o més. 185 habitatges disposaven pel capbaix d'una plaça de pàrquing. A 74 habitatges hi havia un automòbil i a 135 n'hi havia dos o més.

### Piràmide de població
La piràmide de població per edats i sexe el 2009 era:
| Homes | Edats   | Dones |
| ----- | ------- | ----- |
| 0     | 95 o +  | 0     |
| 4     | 90 a 94 | 0     |
| 0     | 85 a 89 | 0     |
| 0     | 80 a 84 | 4     |
| 4     | 75 a 79 | 4     |
| 16    | 70 a 74 | 4     |
| 4     | 65 a 69 | 12    |
| 12    | 60 a 64 | 20    |
| 12    | 55 a 59 | 4     |
| 24    | 50 a 54 | 24    |
| 28    | 45 a 49 | 32    |
| 28    | 40 a 44 | 32    |
| 12    | 35 a 39 | 8     |
| 24    | 30 a 34 | 8     |
| 24    | 25 a 29 | 24    |
| 24    | 20 a 24 | 16    |
| 24    | 15 a 19 | 28    |
| 12    | 10 a 14 | 24    |
| 12    | 5 a 9   | 20    |
| 16    | 0 a 4   | 8     |

## Economia
El 2007 la població en edat de treballar era de 444 persones, 310 eren actives i 134 eren inactives. De les 310 persones actives 284 estaven ocupades (157 homes i 127 dones) i 26 estaven aturades (10 homes i 16 dones). De les 134 persones inactives 45 estaven jubilades, 50 estaven estudiant i 39 estaven classificades com a «altres inactius».

### Ingressos
El 2009 a Bernières hi havia 228 unitats fiscals que integraven 662,5 persones, la mediana anual d'ingressos fiscals per persona era de 18.776 €.

### Activitats econòmiques
Dels 13 establiments que hi havia el 2007, 1 era d'una empresa alimentària, 2 d'empreses de fabricació d'altres productes industrials, 6 d'empreses de construcció, 1 d'una empresa de comerç i reparació d'automòbils, 1 d'una empresa d'hostatgeria i restauració i 2 d'empreses de serveis.
Dels 7 establiments de servei als particulars que hi havia el 2009, 1 era un taller de reparació d'automòbils i de material agrícola, 1 paleta, 1 guixaire pintor, 1 fusteria i 3 lampisteries.
L'any 2000 a Bernières hi havia 12 explotacions agrícoles que ocupaven un total de 511 hectàrees.

## Equipaments sanitaris i escolars
El 2009 hi havia una escola elemental integrada dins d'un grup escolar amb les comunes properes formant una escola dispersa.

## Poblacions més properes
El següent diagrama mostra les poblacions més properes.